# Legacy of the Wizard
Legacy of the Wizard est un jeu vidéo de type action-RPG développé par Nihon Falcom à partir de 1987 sur MSX, MSX2 et NES.